# Onthophagus fabricii
Onthophagus fabricii là một loài bọ cánh cứng trong họ Bọ hung (Scarabaeidae).